# Харьковский (Матвеево-Курганский район)
Ха́рьковский — хутор в Матвеево-Курганском районе Ростовской области.
Входит в состав Екатериновского сельского поселения.

## Население
| 2010 |
| ---- |
| 16   |

## Улицы
На хуторе имеется одна улица: Речная.